# 神様、もう少しだけ
『神様、もう少しだけ』（かみさまもうすこしだけ）は、1998年7月7日から9月22日まで、フジテレビ系の「火曜9時」枠で毎週火曜日21:00 - 21:54に放送された日本のドラマ。主演は金城武。

## 概要
初回の視聴率は18.2%であったが、ドラマ界では珍しく、2話以降徐々に視聴率を上げ始め平均視聴率22.6%、最終回視聴率28.3%を記録する大ヒットとなり、初回視聴率（18.2%）から最終回視聴率（28.3%）まで10%以上も数字をあげた。
HIV感染をテーマとしたセンセーショナルな作品であり、ドラマの最後にはHIVに対して正しい理解を求めるテロップ表示がされた。
深田恭子は、喜怒哀楽の上下動が激しいヒロインを演じ切り、痛々しいほどの体当たり演技を披露した。一方、金城武は、間をたっぷりとった独特なセリフ回し、全身から絶望感を醸し出す振る舞いなどの既存の俳優とは一線を画すクールな演技プランで深田恭子に対峙した。
ドラマは大ヒットして、大反響を巻き起こし、金城武と深田恭子の両者を一気にブレイクさせるきっかけとなった作品である。また、仲間由紀恵の名が知れ渡った出世作でもある。
2003年2月21日にDVDが発売された。
木村隆志が選定する「令和にも残したい、平成の名作ドラマ」の平成10年(1998年)度ドラマの第1位である。
2015年にOKMusicが選定する「本当に泣けると評判のドラマ3選」に選ばれており（他の2選は、「世界の中心で、愛をさけぶ」（2004年）、「のだめカンタービレ」（2006年））、「もう17年も前の作品ですが、いまだに泣けるドラマと聞いて真っ先にこの作品を挙げる方は、かなり多いのではないでしょうか」「ともすれば説教臭くなってしまいそうな難しいテーマなのにも関わらず、このドラマが世代や時代を越えて愛されるヒット作になったのは、深田恭子が演じる主人公の叶野真生がとても魅力的に描かれているからだと思います」と評している。
当時、金城武は既にアジアの大スターだったが、香港映画をメインとする中華圏芸能界が活躍の舞台であり、日本での知名度は低かった。また、ほぼ新人の深田恭子というキャストの知名度や「火曜9時」という放送枠などを踏まえると異例のヒットといえる。

## あらすじ
援助交際が原因でHIVに感染した女子高生・叶野真生（深田恭子）と人気音楽プロデューサー・石川啓吾（金城武）の恋の物語。
人気音楽プロデューサーの石川啓吾は、昔の恋人の死後、かつてのように曲が書けず自堕落な生活を繰り返し、レコード会社には契約を切られそうになっていた。
一方、どこにでもいそうな普通の女子高生である叶野真生は、代わり映えのしない毎日にうんざりしていた。
そんな真生が夢中になれることといえば、石川啓吾の作った楽曲だけ。年内最後となる啓吾の日本公演を唯一楽しみにしていたが、チケットを入れていた財布の紛失により、援助交際でチケット代を手にしようとする。ウリに抵抗がある真生は性行為なしの約束で、一人の男と会う事になった。ところが男にホテルへと誘われ、話が違うと帰ろうとした時に、日常から抜け出したかったという男の言葉に同調し、性行為を了承してしまう。
後日、コンサートへ行ったその帰り道。啓吾の乗る車に遭遇した真生は雨の中を追いかけ、二人は出逢った。
それから数か月。好きな相手と一晩を過ごしたことで、うんざりしてた日々から抜け出した真生の姿があったが、ある日、交通事故で軽傷を負ってしまい、念のために検査をすることとなった。
久しぶりに日本へ帰国した啓吾は、真生に連絡を取り二人は再び会う約束をする。
当日。待ち合わせの前に病院へ向かった真生は、検査の結果で、自分がHIVに感染していることを告げられるのだった。

## キャスト

### 主要人物
石川 啓吾（いしかわけいご）〈25→28〉
演 - 金城武
人気音楽プロデューサー。ただし、数年前に恋人の死を経験して以来心が空っぽになったままで、制作活動はするものの納得のいく楽曲を創作することができず、過去のヒットもプレッシャーと重なり自棄的になっている。そんな時に、自身のファンである真生と出会いやがて真生を愛するようになる。だが、カヲルの罠により真生と破局。
3年後
真生と再会する。真生のエイズ発症後に婚約し、真生の出産後に結婚するも結婚式の日に真生は死去。真生の亡き後は再婚せず娘・幸（さち）と二人暮らし。
叶野 真生（かのうまさき）〈17→20〉
演 - 深田恭子
どこにでもいる（放送当時の）今風のギャル系女子高生。音楽プロデューサー・石川啓吾のファンで啓吾の作った曲が大好き。家族よりも高校の友達と楽しく過ごしたり、啓吾のことを考えて曲を聞いて過ごすなどを生きがいとしている。ある日、啓吾のライヴに行くためのチケット代を手に入れるために「たった1度だけ」のつもりで援助交際をしたことがきっかけでHIV感染者となり、他愛もない日常生活が一変する。
3年後
インテリアコーディネーターを目指し、専門学校に通っており、就活中。
啓吾と再会後にエイズを発症、同時期に妊娠が発覚し娘・幸を出産するも、啓吾との結婚式中に亡くなる。
啓吾と結婚した事で石川真生になったと思われる。

#### 真生の関係者
日比野 イサム（ひびのいさむ）〈22→25〉
演 - 加藤晴彦
若者向けの服を販売しているショップ「GARAKUTA BOEKI」でバイトしている。真生と仲が良く、HIV感染後も以前と変わらず接する。一見軽そうな若者だが、真生の良き理解者として力になる。真生とはセックスフレンドであったが後に普通の友達になっている。
3年後
中古車販売店勤務。
真生のことが好きでプロポーズしようとするも、真生の気持ちが啓吾にあったことから告白はせず、友達としての関係を続ける。
織田 麻美（おだあさみ）〈17→20〉
演 - 矢沢心
真生の一番の親友。真生と2人で買い物に行ったり啓吾のライブに行くなどしている。しかし真生がHIV感染したことを知り、友情関係が揺らぐ。直後他者により“真生がHIVに感染した”との噂が同級生の間で広まり、彼女を気にしながらもイジメの標的になることを恐れて傍観者となってしまう。
3年後
専門学校に通っており、真生と仲良くしている。啓吾と真生の結婚式に参列した。
野口 孝明〈29〉
演 - 永堀剛敏
真生が援助交際した相手。これまで女性と付き合ったことがなく風俗でしか経験が無い会社員。当初は、会ってしばらく話しただけでお金をもらおうとした真生だったが、たまたま野口も啓吾の音楽が大好きということで、一夜を共にする。しかし、この時に野口からHIVに感染。ただし、野口も真生と会った時は自分が病気に感染していることは知らなかった。体調を崩したことで自身のHIV感染を知り会社を退職するが、その後薬が合って体調が安定しガソリンスタンドで働き始める。

#### 啓吾の関係者
瀧村 カヲル（たきむらかをる）〈20→23〉
演 - 仲間由紀恵
啓吾がプロデュースしている女性歌手でリサの妹。過去に啓吾が姉と付き合っていたが、その後自身も啓吾を好きになる。啓吾と仲良くする真生に嫉妬し、自身がついた嘘が2人の運命を変えることになる。
なお、カヲルが「in the sky」、「きらら」を歌うシーンや挿入歌として使われる場合は、工藤静香の歌声によるものとなっている。
小説版では瀧村かおると表記。
3年後
3年前、真生に嫉妬して嘘をついたと告白し、真生に謝罪。啓吾から真生の妊娠の事実を聞いた際は、出産に反対し真生を呼び出し説得しようとしたが二人が結婚した際は祝福している。啓吾の結婚後はアメリカに残り歌手として独り立ちするらしい。
瀧村 リサ
演 - 宮沢りえ
啓吾の元恋人でカヲルの姉。啓吾の下積み時代に、自身がバイトして生活費を稼いで彼を支えていた。その後啓吾との子供を身籠っていたが子供は死産し、自身も妊娠中毒症で命を落としている。
久保 隆（くぼたかし）
演 - 東根作寿英
石川啓吾のマネージャー。啓吾が乗る車の運転役なども務め、第1話では自宅まで彼を車で送る途中、真生が目の前の歩道橋で“I LOVE KEIGO”の横断幕を広げるのを2人で目撃する。
3年後
啓吾と真生の結婚式に参列。

#### 叶野家
叶野 義郎（かのうよしろう）〈44→47〉
演 - 平田満
真生の父。家族で杉並区の一軒家に住んでいる。真面目な会社員で厳しくはあるが、家庭や子供のことは弥栄子に任せ気味。不器用な性格と思春期の娘ということが災いし、真生との会話は殆どなかった。「援助交際をしてHIVに感染した」という娘を恥ずかしく思うが、徐々に変化していく。
3年後
弥栄子とは離婚しているが、時々家族で食事をしており、真生を尊敬していると発言した。真生の結婚式では、彼女と一緒にバージンロードを歩いた。
叶野 弥栄子（かのうやえこ）〈41→44〉
演 - 田中好子
真生の母。パート先の職場で伊沢と恋仲になっている。悟の受験後に離婚を考えていたが、真生の病気を知ったことで伊沢との関係を絶ち切り、娘のために良き母として懸命に支えようとする。
3年後
伊沢と再婚したが同居はしておらず、再婚後も叶野姓を名乗っている。
真生の体を心配しており、当初真生の出産に反対していたが、真生が出産すると決めた際は真生を応援し、もう泣かないと発言。
叶野 悟（かのうさとる）〈12→15〉
演 - 佐々木和徳（第9話まで）、鳥居紀彦（第10話-最終話）
真生の弟。中学受験勉強中の小学生。思春期を迎えたのかいつも家族に思ったことを口にしたり、不機嫌そうな態度で接している。HIVについて学校で習ったことがあり、いくらかの知識を持っている。
3年後
開成中学に通っている。3年前に比べて性格が良くなっている。

#### その他
田村 香奈
演 - 田中有紀美
イサムのバイト仲間。イサムを異性として気があるような素振りを見せる。偶然イサムが真生とHIVについて話しているのを耳にして、彼女の学校の友人に噂を広めてしまう。
伊沢 浩之〈30→33〉
演 - 竹下宏太郎
弥栄子が交際をしている相手で、彼女との未来を真剣に考えている。弥栄子が働く店にキルト生地などを納品する担当者だったが、その後ブティックの経営を始める
3年後
弥栄子と再婚している。真生の結婚式では、義郎と言葉を交わしている。
平塚医師〈40→43〉
演 - 伊佐山ひろ子
大京病院の医師。真生の主治医で、HIVに感染し生きる目標が見出さない真生を励まし助言する。その後真生や弥栄子に状況説明したり、治療方針について会話する。
3年後
真生に妊娠とエイズの発症を告げ、出産のリスクについて説明する。真生の出産後は、
幸のHIV検査について、真生の体力面について説明している。
真生と啓吾の結婚式の日に幸のHIV検査の結果について啓吾に伝えている。
有田 佳克〈42〉
演 - 益岡徹
啓吾が所属する「ケーズ・ミュージック・コーポレーション」の社長。この数ヶ月間曲の創作活動にかかろうとしない啓吾に発破をかけるが、通日後彼の態度に業を煮やし啓吾との専属契約を解約する。
江崎 文隆
演 - 山西惇
フリーライター。ある時啓吾と真生の写真を撮り、“HIVに感染した啓吾が、援助交際相手の女子高生(真生)に感染させた”との内容の記事を週刊誌に載せようとする。
3年後
啓吾が帰国することで、真生の家に取材に行く。
真生の高校の友人
演 - 美加（斉藤のぞみ）、圭子（広橋佳以）、ユミ（栗林みえ）、はるか（増田裕子）
放課後や休日に真生や麻美たちと買い物やカラオケに出かけたり、クラブに行くなどして過ごしている。しかしHIV感染の噂が出た直後から、他のクラスメイトたちと共に真生をイジメるようになる。
3年後
真生と仲良くしており、真生の結婚式に参列した。

### 各話ゲスト

#### 第2話
啓吾の仕事関係者
演 - 中西良太
会場らしき入り口に押しかけた啓吾の大勢のファンを見て、「最近新曲を出していないのに人気があって羨ましい」と嫌味を言う。

#### 第3話
サックスを演奏する若者
演 - 葛山信吾
以前から啓吾に憧れて音楽活動をしている。公園で「in the sky」をアルト・サックスで演奏していた所、偶然彼と出会い会話をする。

#### 第4話
街頭ポスターを貼る作業員
演 - 平賀雅臣
街なかで啓吾が写ったポスターを貼っていた所、当の本人が現れて驚いているすき一緒にいた真生にポスターを持っていかれる。

#### 第5話
トランプで遊ぶ女
演 - 大原かおり
女友達と一緒に啓吾とトランプゲームで遊び彼が負けたため頼み事をするが、調子に乗ったせいで彼に頭からワインをかけられる。

#### 第6話
レコード会社の社長らしき人物
演 - 津村鷹志
啓吾の新曲を聞いて自身のレコード会社と契約しようとするが、直後に彼のスキャンダルが新聞に載ったため破棄する。
真生が通う高校の教師
演 - 並樹史朗
一学期の終業式直後、真生が突然壇上に上がりマイク越しに生徒や教師の前に向かって発言しようとしたため驚く。
ラジオ番組のパーソナリティ
演 - ジョン・カビラ
声のみの出演。自身がMCをするラジオ番組で啓吾の近況報告と共に「in the sky」をかける。

#### 第10話
インテリア会社の社員
演 - 小日向文世
真生が内定をもらった会社で働く。真生に社内を案内した後HIV感染を打ち明けられ、勇気を出して正直に病気を告白したことを称えたが、結果的に彼女の内定は取り消された。

#### 最終話
松本
演 - 山野史人
産婦人科医で啓吾や真生の家族に、出産を控える彼女の体の状況などを伝え、その後出産に立ち会う。
看護師
演 - 橘ユキコ
啓吾から真生の容態について聞かれたため、現在の状況を答える。
石川幸（いしかわさち）
演 - 碇由貴子
真生と啓吾の娘。HIV検査の結果は陰性であった。
真生の死後は啓吾が一人で育てている。
「幸」という名前は、真生と啓吾の二人で考えてつけられた。

## スタッフ
- 脚本 - 浅野妙子
- 演出 - 武内英樹、田島大輔、岩本仁志、西浦匡規
- プロデューサー - 小岩井宏悦
- 音楽 - S.E.N.S.（BMG JAPAN）
- 主題歌 - LUNA SEA「I for You」（ユニバーサルビクター）
- 挿入歌 - 工藤静香「in the sky」、「きらら」（ポニーキャニオン）
挿入歌はいずれもLUNA SEAのRYUICHI（河村隆一）がЯK名義で作曲した。

## 受賞歴
- 第18回ザテレビジョンドラマアカデミー賞[12][13]
  - 最優秀作品賞
  - 主演男優賞（金城武）
  - 助演女優賞（深田恭子）
  - 主題歌賞（LUNA SEA）
  - 脚本賞（浅野妙子）
  - 監督賞（武内英樹､田島大輔､岩本仁志､西浦匡規）
  - キャスティング賞
  - タイトルバック賞（武内英樹）
- 第8回TV LIFE年間ドラマ大賞[14]
  - 新人賞（深田恭子）

## 放送日程
連続ドラマ
| 各話                                                       | 放送日        | サブタイトル                                    | 演出     | 視聴率 |
| ---------------------------------------------------------- | ------------- | ----------------------------------------------- | -------- | ------ |
| 第1話                                                      | 1998年7月07日 | 命を懸けた恋が今始まる…エイズウイルス感染の告知 | 武内英樹 | 18.2%  |
| 第2話                                                      | 7月14日       | 好き…貴方が命を奪ったとしても                   | 武内英樹 | 24.6%  |
| 第3話                                                      | 7月21日       | 生きている…その喜びと悲しみよ                   | 田島大輔 | 21.4%  |
| 第4話                                                      | 7月28日       | 最後の愛を失った時少女は…                       | 田島大輔 | 22.3%  |
| 第5話                                                      | 8月04日       | 心開いてご覧…君は一人じゃない                   | 岩本仁志 | 20.4%  |
| 第6話                                                      | 8月11日       | 生きるための闘い…勇気を下さい                   | 岩本仁志 | 21.7%  |
| 第7話                                                      | 8月18日       | 好きじゃなきゃ、生きていけない                  | 武内英樹 | 19.6%  |
| 第8話                                                      | 8月25日       | お前を死なせない                                | 田島大輔 | 24.1%  |
| 第9話                                                      | 9月01日       | 運命が愛を踏みにじる                            | 武内英樹 | 24.8%  |
| 第10話                                                     | 9月08日       | 二人、結ばれる夜                                | 西浦匡規 | 24.0%  |
| 第11話                                                     | 9月15日       | 命を削る新しい命                                | 田島大輔 | 20.9%  |
| 最終話                                                     | 9月22日       | I FOR YOU…愛と命の輝きのために                  | 武内英樹 | 28.3%  |
| 平均視聴率 22.5%（視聴率は関東地区・ビデオリサーチ社調べ） |               |                                                 |          |        |

- 初回・最終回は21時 - 22時9分の15分拡大放送。[1]
- 第6話は横浜×巨人のナイター中継延長の為、21:30に時間を繰り下げて放送。

特別編
- 冒頭に深田恭子の新撮インタビュー・語りを加えた総集編。
- 1999年4月11日にプロ野球中継の中止時用番組として用意され、雨天中止となったため放送された。
- 連続ドラマ本編では使用されなかった、啓吾と真生がプリクラをするシーンが含まれている。

| 放送日        | サブタイトル                           | 演出     |
| ------------- | -------------------------------------- | -------- |
| 1999年4月11日 | 神様、もう少しだけ'99 スプリングレイン | 武内英樹 |

## サウンドトラック
- Wish〜「神様、もう少しだけ」オリジナル・サウンドトラック　S.E.N.S.

## エピソード
- このドラマは一つのキスシーンとしては歴代で最も長いキスシーンが挿入されている[9]。これは｢キスでHIVには感染しない｣ということを主張するためである[15]。
- 題材がいわゆる援助交際とHIV感染を関連付けさせる、ともすれば興味本位に陥りがちなものであったため、特に主演女優の出演交渉が難航した[9]。担当プロデューサーは作品が制作方針から逸脱したものにならないよう非常に気を遣ったとインタビュー記事で語っている。
- 作中で真生が使っているケータイの着メロは、「in the sky」に設定されており、何度か流れている。
- 仲間由紀恵演じる瀧村カヲルにキスシーンがあるが、これが仲間の本当にファーストキスであった[16]。
- 深田恭子は、最終回前の収録で過度のストレスと過労から過換気症候群を患い、最終回は入院・点滴を受けながら収録に臨んだ。